# ホモゲンチジン酸
ホモゲンチジン酸（ホモゲンチジンさん、Homogentisic acid）は、フェニルアラニンおよびチロシンの代謝中間体の1つである。一般名は、2,5-ジヒドロキシフェニル酢酸（2,5-dihydroxyphenylacetic acid）。名称は、｢ゲンチジン酸（2,5-ジヒドロキシ安息香酸）より炭素が1つ多い酸」という意味である。

## 生合成
ホモゲンチジン酸は4-ヒドロキシフェニルピルビン酸ジオキシゲナーゼ（EC 1.13.11.27）によって4-ヒドロキシフェニルピルビン酸から合成され、ホモゲンチジン酸 1,2-ジオキシゲナーゼによって4-マレイルアセト酢酸（EC 1.13.11.5）に変換される。
タケノコのアクの元でもある（タケノコはチロシンを多く含むため、酵素によりホモゲンチジン酸に変化する）。この他、半夏などにも含まれている。

## 病理学
ホモゲンチジン酸の過剰な蓄積はホモゲンチジン酸 1,2-ジオキシゲナーゼの欠乏（通常は突然変異）が原因で起こり、アルカプトン尿症（Alkaptonuria）に関係する。